# Шаффхаузен
Шаффхаузен (нем. Schaffhausen; устар. Шафгаузен) — город в Швейцарии, столица кантона Шаффхаузен, на реке Рейн.
Население составляет 36 604 человека (на 31 декабря 2019 года). Официальный код — 2939.

## История
Населённый пункт расположен возле реки, то есть на древней транспортной артерии. Возможность пользоваться водяной силой Рейна издавна сделала поселение, значительным торговым и промышленным центром данной местности. В начале исторического периода территория была населена гельветами. Позднее при завоевании региона римлянами земля вошла в состав Галлии, потом находилась в составе провинции Максима Секванская (лат. Maxima Sequanorum), а во время переселения народов была завоевана алеманами и совершенно германизирована. В V столетии территория вошла в состав франкского королевства. Христианство на этих землях распространилось в VI—VII веках.
В XI веке рыбачий посёлок Scafhusum, приобретший также значение небольшого торгового центра, находился во владении графов Нелленбург. В 1050 году около посёлка был основан Бенедиктинский монастырь Всех Святых, рядом с которым скоро возник женский монастырь Святой Агнесы. Деревня (посёлок) Шафгаузен перешла во владение Бенедиктинского монастыря Всех Святых.
2 мая 1092 года в городе Ульм в ходе судебных разбирательств (тяжб) вокруг монастыря в Шаффхаузене (Бенедиктинский монастырь Всех Святых в Шаффхаузене-на-Рейне) выступил свидетелем правитель Вюртемберга Конрад I.
В XII веке деревня разрослась и стала имперским городом. В конце XIV века в городе, достигшего значительного процветания, проживало не менее 12 000 жителей, приблизительно столько же, сколько и в Цюрихе.
Во время господства кулачного права, в период борьбы в Германских землях за независимость, для защиты городских вольностей против притязаний государей (рыцарей и духовенства) и для сохранения и поддержания всеобщего мира, развития торговли, в 1501 году, город и регион вступил в Швейцарский союз, на правах кантона.
На 1903 год в городе проживало около 13 000 жителей. В городе было развито промышленное производство и имелись чугунолитейный, вагоностроительный, оружейный, мыловаренные, свечные, гончарные заводы, фабрики алюминиевых изделий и хлопчатобумажных, производство сельскохозяйственных машин, хирургических инструментов, очагов, часов и другого.
На 1909 год в городе проживало 15 275 жителей.
В 1944 году, во время Второй мировой войны, Шаффхаузен подвергся бомбардировке американских ВВС (по утверждению американской стороны, якобы по ошибке, так как город находился вблизи от границы с Германией).
В 1947 году в состав Шаффхаузена вошла бывшая коммуна Бухтхален, в 1964 году — Херблинген, в 2009 году — Хемменталь.

## География
Шаффхаузен является самым северным городом Швейцарии. Это один из немногих городов в стране, находящихся севернее Верхнего Рейна. Юго-западнее города находится крупнейший в Европе Рейнский водопад. Город состоит из следующих кварталов: Старый город (Альтштадт), Брайтэ, Эммерсберг, Хохштрассе/Гайссберг, Никлаузен, Бухтхален, Херблинген, Хемменталь.

### Климат
Шаффхаузен находится на краю Швейцарского плато в области умеренной климатической зоны. Количество осадков в среднем составляет 863 мм в год, что является довольно низким для Средней Европы и одним из самых низких показателей в Швейцарии. Долгосрочная средняя продолжительность солнечного сияния составляет 1345 часов в год.

## Транспорт
Соединён железнодорожной линией из Цюриха до Ульма в ФРГ. На центральной станции можно купить билеты в кассах швейцарских железных дорог, а также немецких DB (Deutsche Bahn).

## Часовая фабрика IWC
В часовом мире Шаффхаузен известен как город, где расположена часовая фабрика IWC Schaffhausen.

## Фотографии

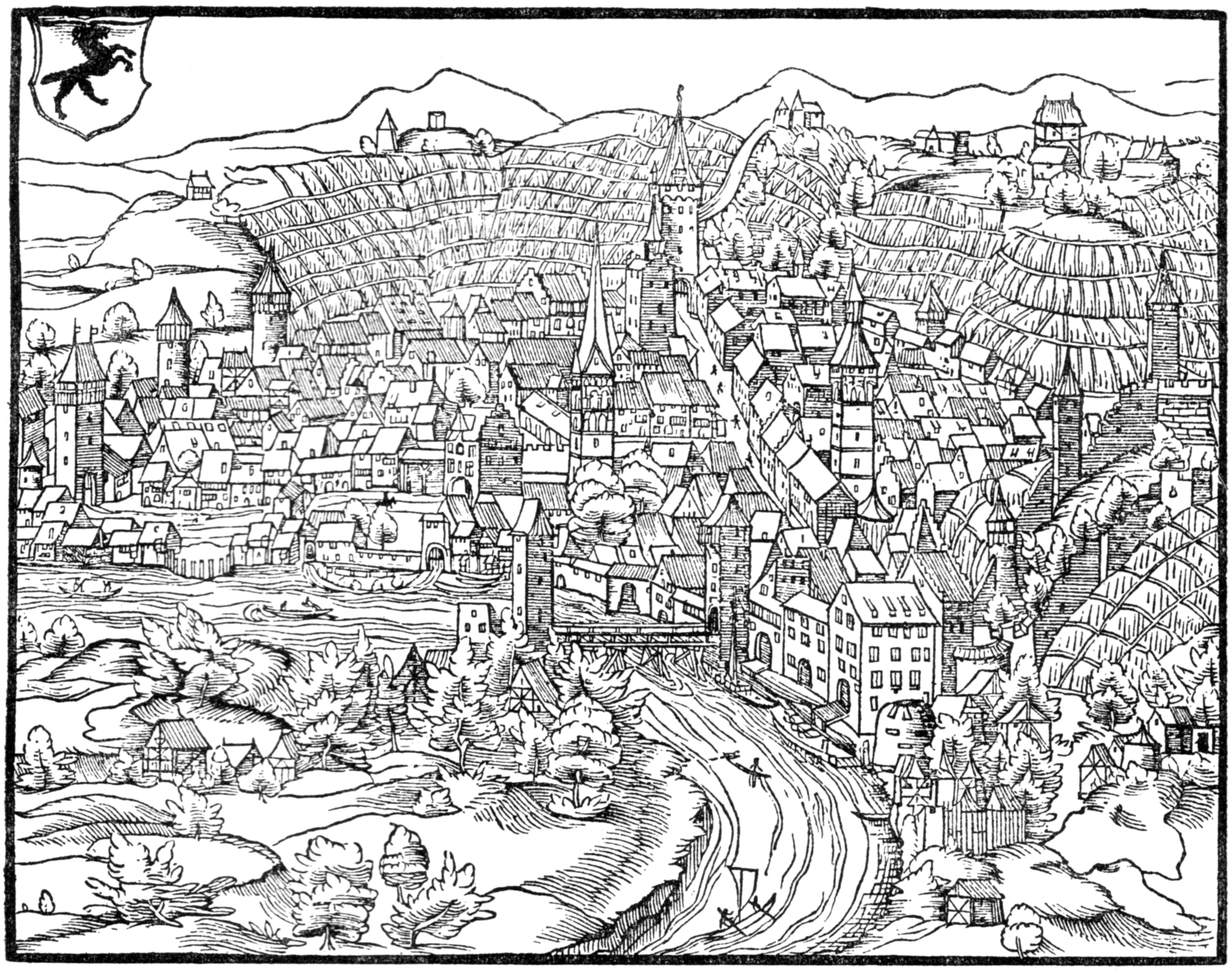
Шаффхаузен в хронике Иоганна Штумпфа (нем. Johannes Stumpf), 1548
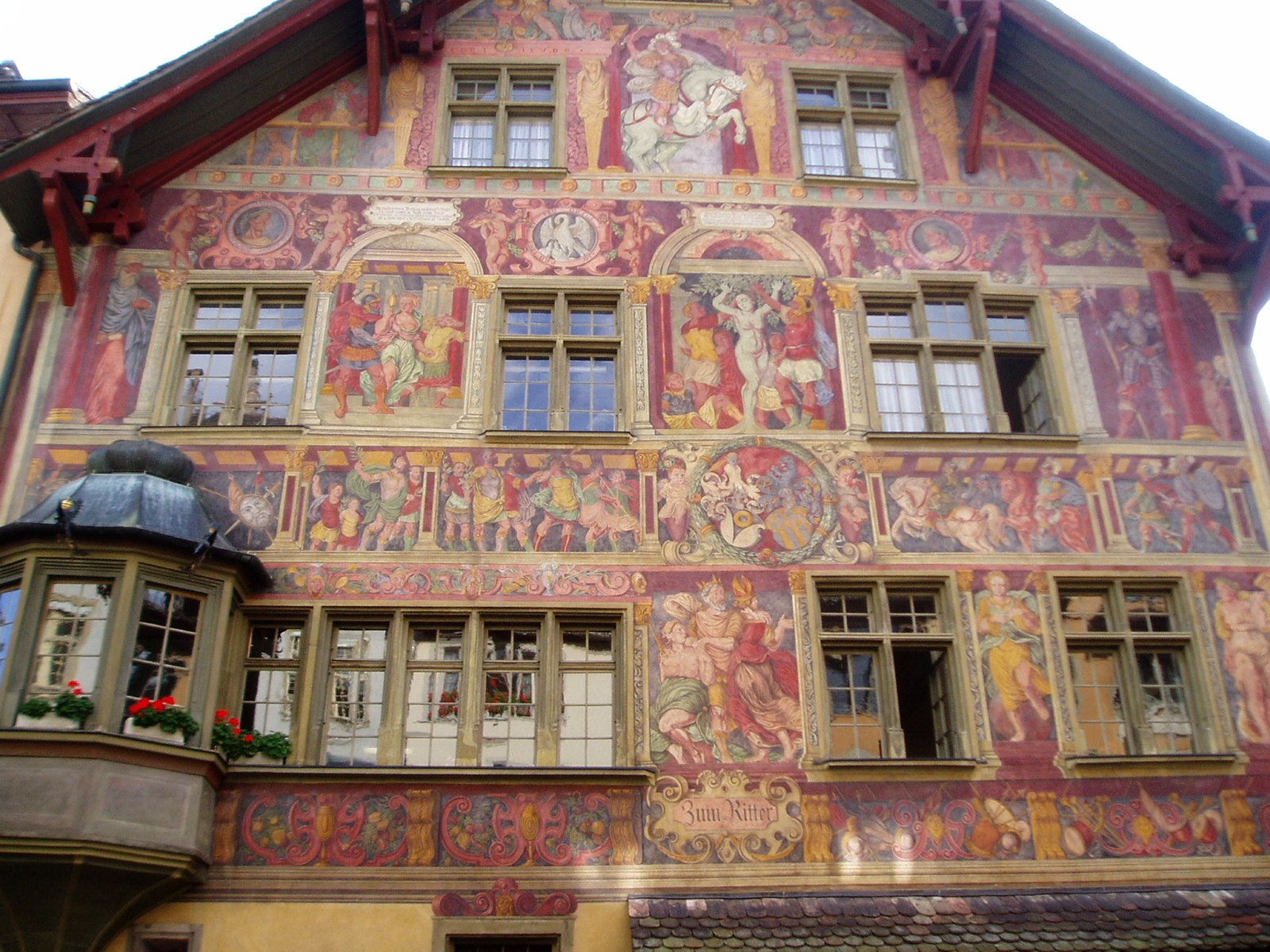
Здание Zum Ritter
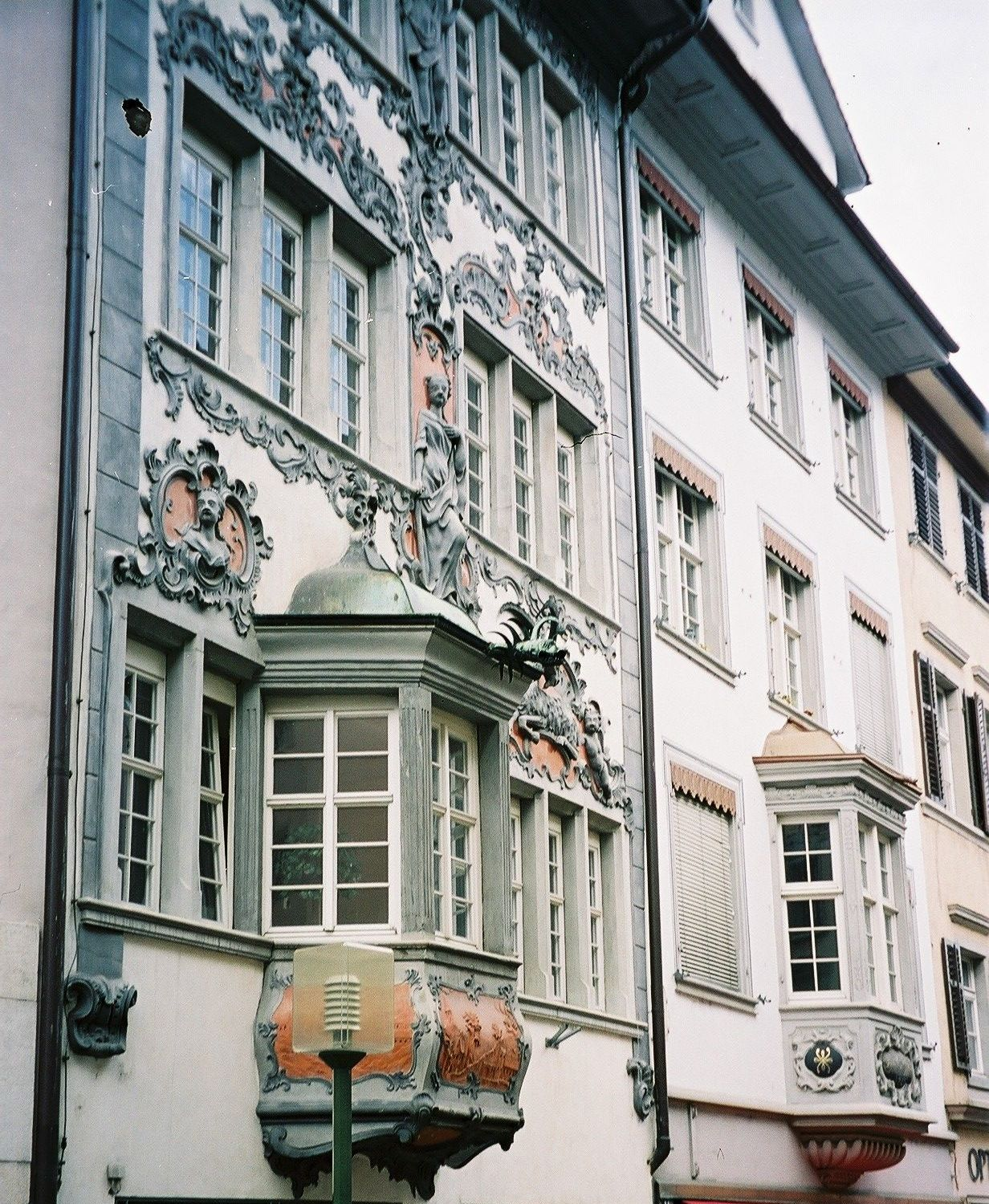
Эркер на здании в старом городе
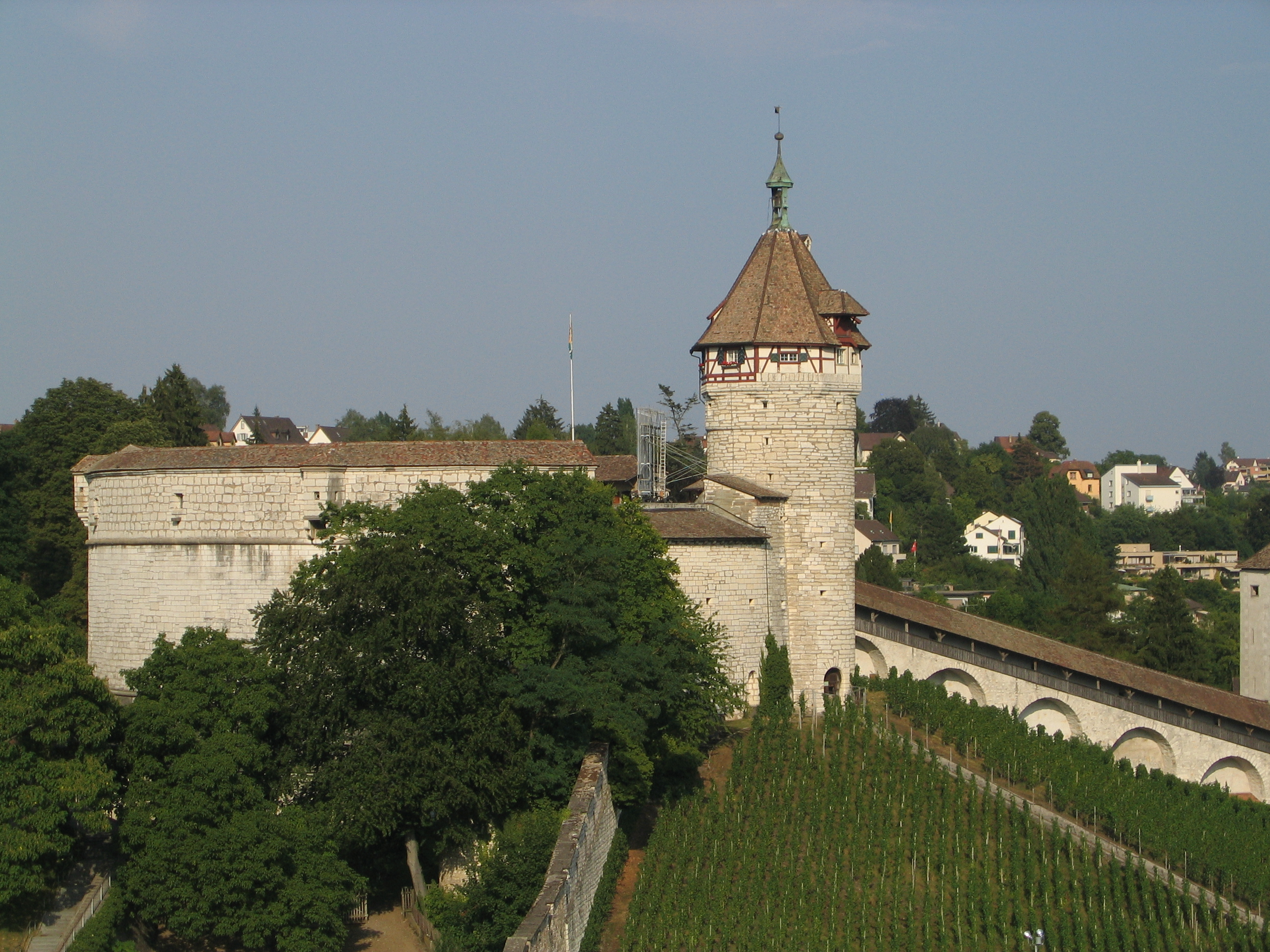
Вид на крепость Мунот
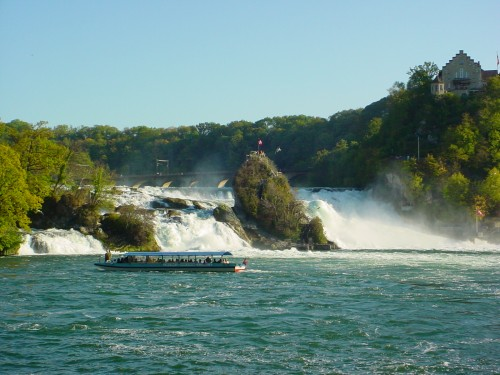
Рейнский водопад рядом с Шаффхаузеном
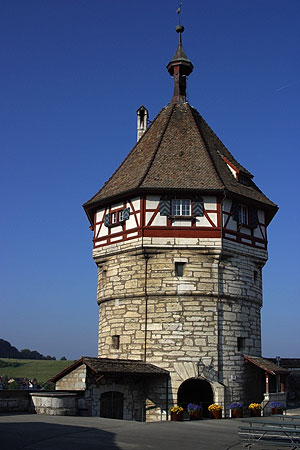
Башня крепости Мунот
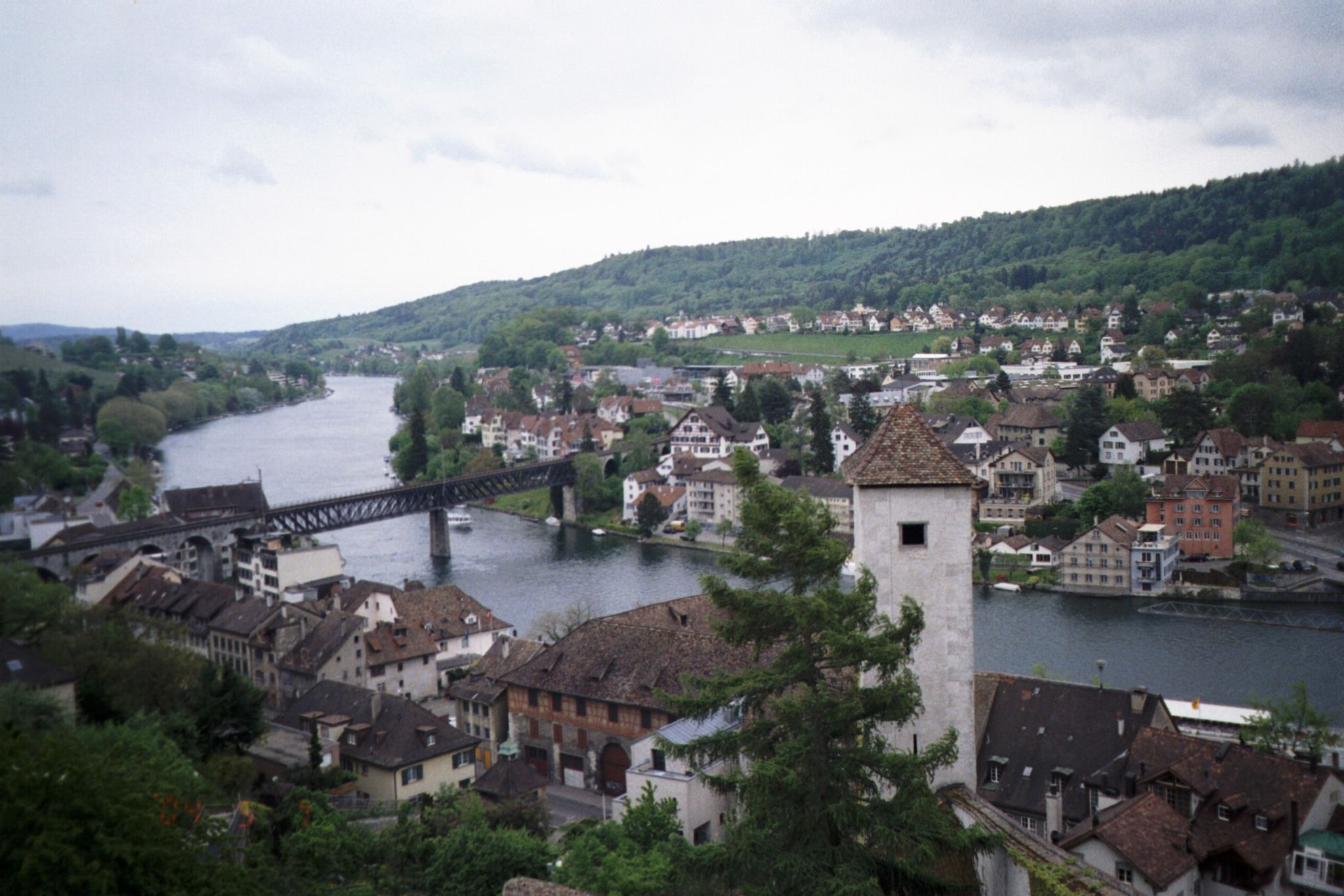
Шафхаузен и Фойертален на Рейне, вид с крепости Мунот
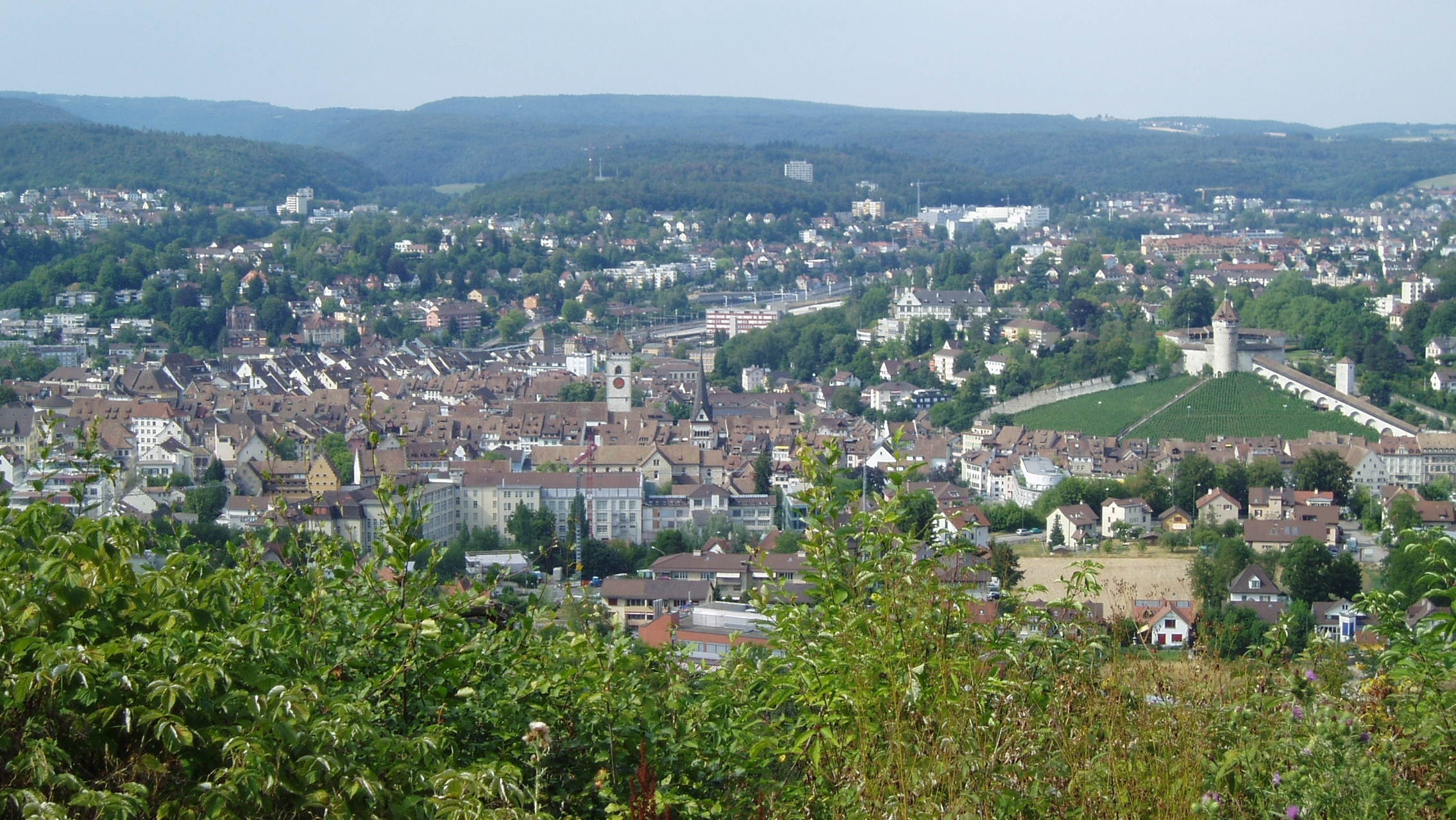
Вид на город